# Lijst van Indy NXT-coureurs
Hieronder volgt een lijst van Indy NXT-coureurs. De opgenomen coureurs hebben zich ten minste één keer ingeschreven voor een Indy NXT-race sinds 1986, destijds American Racing Series genaamd. Van nog actieve coureurs (seizoen 2025) zijn de namen vet afgedrukt.
De lijst is bijgewerkt tot 10 augustus 2025.

## A
- Mishael Abbott
- P.J. Abbott
- Jacob Abel
- Steve Ablondi
- Arthur Abrahams
- Enaam Ahmed
- Salvador de Alba
- Neil Alberico
- Nolan Allaer
- Cyndie Allemann
- Sport Allen
- Sohrab Amirsardari
- Robert Amrén
- Scott Anderson
- Mattias Andersson
- Bruno Andrade
- Didier André
- Adam Andretti
- Jarett Andretti
- Jeff Andretti
- Marco Andretti
- Nick Andries
- Richard Antinucci
- Roque Aranda
- Bryce Aron
- Ian Ashley
- Oliver Askew - Kampioen 2019
- Chase Austin
- Tony Ave
- Soheil Ayari

## B
- Éric Bachelart - Kampioen 1991
- Scott Backman
- Fabrizio Barbazza - Kampioen 1986
- Rodrigo Barbosa
- Steve Barclay
- Beaux Barfield
- Alexandre Baron
- Dillon Battistini
- Matt Beardsley
- Ana Beatriz
- Jon Beekhuis - Kampioen 1988
- Justin Bell
- Townsend Bell - Kampioen 2001
- Jean-Philippe Belloc
- Lee Bentham
- Freddy van Beuren
- Cam Binder
- Chris Bingham
- Shelby Blackstock
- Brett Van Blankers
- Billy Boat
- Chad Boat
- Christian Bogle
- Jonathan Bomarito
- Brian Bonner
- Andy Booth
- Andrew Bordin
- Mike Borkowski
- Andy Boss
- Geoff Boss
- Claude Bourbonnais
- Doug Boyer
- Matthew Brabham
- Cary Bren
- Steve Bren
- Lindsay Brewer
- Jason Bright
- Sandy Brody
- Christian Brooks
- John Brooks
- Zak Brown
- Jonathan Browne
- Jon Brownson
- John Brumder
- Robbie Buhl - Kampioen 1992
- Jim Busby, Jr.
- Nick Bussell
- Tommy Byrne

## C
- Buzz Calkins
- Jaime Camara
- Kim Campbell
- Daniel Campeau
- Adrián Campos jr.
- Danny Candia
- Gianfranco Cané
- Paulo Carcasci
- Victor Carbone
- Juan Carlos Carbonell
- Tyce Carlson
- Ed Carpenter
- Patrick Carpentier
- Cole Carter
- Dane Carter
- Troy Castaneda
- Hélio Castroneves
- Alfonso Celis Jr.
- Wayne Cerbo
- Jamie Chadwick
- Mike Chandler
- Gabby Chaves - Kampioen 2014
- Pedro Matos Chaves
- Ross Cheever
- James Chesson
- P.J. Chesson
- Max Chilton
- Heamin Choi
- Tom Christoff
- Marco Cioci
- Dan Clarke
- Henry Clarke
- Bryan Clauson
- Jay Cochran
- Caio Collet
- Ben Collins
- Larry Connor
- Enrique Contreras
- Jerry Coons, Jr.
- José Cordova
- Waldemar Coronas
- Juan Manuel Correa
- Michael Crawford
- C.R. Crews
- Brian Cunningham
- Mitch Cunningham
- Wade Cunningham - Kampioen 2005

## D
- Guido Daccò
- Paul Dallenbach
- Wally Dallenbach, Jr.
- Conor Daly
- Paul Dana
- Nicolás Dapero
- Airton Daré
- Jeff Davis
- James Davison
- Alon Day
- Hailie Deegan
- Devlin DeFrancesco
- Sandy Dells
- Zachary Claman DeMelo
- Peter Dempsey
- Boris Derichebourg
- David DeSilva
- Rocco DeSimone
- Luis Díaz
- Mark Dismore
- Scott Dixon - Kampioen 2000
- Geoff Dodge
- Craig Dollansky
- Mario Domínguez
- David Donohue
- Pablo Donoso
- Bob Dorrichott, Jr.
- Jay Drake
- Tyler Dueck
- Tom Dyer

## E
- Armaan Ebrahim
- Fredrik Ekblom
- Alex Ellis
- RC Enerson
- David Empringham - Kampioen 1996
- Brandon Erwin
- Ricardo Escotto
- Dale Evans
- Wim Eyckmans

## F
- Julien Falchero
- Juan Manuel Fangio II
- Peter Faucetta, Jr.
- Damien Faulkner
- Philippe Favre
- Bruce Feldman
- Adrián Fernández
- Taylor Ferns
- Duarte Ferreira
- Chris Festa
- Aaron Fike
- Tom Finnelly, Jr.
- Nick Firestone
- Calvin Fish
- Bobby Fix
- Taylor Fletcher
- Sophia Flörsch
- Nathan Freke
- Franck Fréon
- Jon Fogarty
- Ross Fonferko
- Adderly Fong
- Giovanni Fontanesi
- Nick Fornoro, Jr.
- Louis Foster - Kampioen 2024
- Stan Fox
- A.J. Foyt IV - Kampioen 2002
- Ernie Francis jr.
- Curtis Francois
- Victor Franzoni
- James French
- Danial Frost

## G
- Fausto Galdi
- Juan Pablo García
- Luiz Garcia jr.
- Víctor García
- Daniel Gaunt
- Tony George
- Vittorio Ghirelli
- Affonso Giaffone
- Felipe Giaffone
- José Giaffone
- Philip Giebler
- Ron Giery
- Micky Gilbert
- Cheryl Glass
- Bertrand Godin
- Jorge Goeters
- Reece Gold
- Logan Gomez
- Jorge Goncalvez
- Frédéric Gosparini
- John Graham
- Fábio Greco
- Marco Greco
- Josh Green
- Michael Greenfield
- Travis Gregg
- Mikaël Grenier
- Garett Grist
- Robbie Groff
- Mike Groff - Kampioen 1989
- Shan Groff
- Esteban Guerrieri
- Felipe Guimarães
- Sean Guthrie
- Diego Guzman

## H
- Dean Hall
- Matt Halliday
- Davey Hamilton
- Davey Hamilton jr.
- Matthew Hamilton
- Ryan Hampton
- Scott Hargrove
- Scott Harrington
- Jack Harvey
- Naoki Hattori
- Shigeaki Hattori
- Dennis Hauger
- Hubert Haupt
- Jack Hawksworth
- Callum Hedge
- Jon Herb
- Daniel Herrington
- Bryan Herta - Kampioen 1993
- Colton Herta
- Jan Heylen
- Derek Higgins
- J.R. Hildebrand - Kampioen 2009
- Rick Hill
- James Hinchcliffe
- Mike Hooper
- João Victor Horto
- Mark Hotchkis
- Jay Howard - Kampioen 2006
- Aaron Hsu
- Lochie Hughes
- Imran Husain
- Harald Huysman

## I
- Akira Ishikawa

## J
- Alistair Jackson
- Brad Jaeger
- Nico Jamin
- Shane Jantzi
- Matt Jaskol
- Paul Jasper
- Axcil Jefferies
- Eric Jensen
- César Jiménez
- Gordon Johncock
- Ronnie Johncox
- Ken Johnson
- Nikita Johnson
- Alex Jones
- Davy Jones
- Ed Jones - Kampioen 2016
- Hunter Jones
- Jagger Jones
- John Jones
- P.J. Jones
- Page Jones
- Niclas Jönsson
- Carmen Jordá
- Elton Julian
- Rudy Junco jr.
- Ryan Justice

## K
- Bud Kaeding
- Kyle Kaiser - Kampioen 2017
- Colin Kaminsky
- Tony Kanaan - Kampioen 1997
- Jonny Kane
- Sage Karam - Kampioen 2013
- Tõnis Kasemets
- Racer Kashima
- Shinji Kashima
- Rupert Keegan
- Dalton Kellett
- Charlie Kimball
- Kyle Kirkwood - Kampioen 2021
- Jimmy Kite
- Jonathan Klein
- Lucas Kohl
- Kristian Kolby
- Nikolas Konstant
- Niels Koolen
- Mike Koss
- Anders Krohn
- Dave Kudrave

## L
- David LaCroix
- Mike Larrison
- Fredrik Larsson
- Nikita Lastochkin
- Rodolfo Lavín
- Eddie Lawson
- Flinn Lazier
- Jaques Lazier
- Nic LeDuc
- Matt Lee
- Matheus Leist
- E.J. Lenzi
- Matthew Di Leo
- Shane Lewis
- Markus Liesner
- Rasmus Lindh
- Alex Lloyd - Kampioen 2007
- Peter Lockhart
- Ken Losch
- Linus Lundqvist - Kampioen 2022
- Arie Luyendyk jr.

## M
- Lloyd Mack
- Leonardo Maia
- Philip Major
- David Malukas
- Pippa Mann
- Scott Mansell
- John Marconi
- David Martínez
- Jesse Mason
- Josh Mason
- Larry Mason
- Raphael Matos - Kampioen 2008
- Hiro Matsushita
- Cristiano da Matta - Kampioen 1998
- Scott Maxwell
- Scott Mayer
- Matt McBride
- Veronica McCann
- Sarah McCune
- John McCracken
- Hunter McElrea
- Casey Mears
- Clint Mears
- Thiago Medeiros - Kampioen 2004
- Robert Megennis
- G.J. Mennen
- Chris Menninga
- George Metsos
- Zack Meyer
- Steve Millen
- Jack Miller
- Jack William Miller
- Joel Miller
- Jordan Missig
- Rusty Mitchell
- Sergey Mokshantsev
- Kenji Momota
- Nicholas Monteiro
- Greg Moore - Kampioen 1995
- Daniel Morad
- Rocky Moran Jr.
- Paul Morris
- Tim Moser
- Cathy Muller
- Carlos Muñoz
- Leilani Münter
- Ken Murillo
- Brad Murphey
- Sebastian Murray
- Hideki Muto

## N
- Matteo Nannini
- Albert Naon, Jr.
- Richard Nauert
- André Negrão
- Oswaldo Negri jr.
- Vince Neil
- Josef Newgarden - Kampioen 2011
- Emerson Newton-John
- Jim Noble
- Hideki Noda
- Ryan Norman

## O
- Johnny O'Connell
- Kyle O'Gara
- Hugh O'Neill
- Akihira Okamoto
- Yukio Okamoto
- Mark Olson
- Brian Ongais
- Michael d'Orlando
- Christina Orr
- David Ostella
- Patricio O'Ward - Kampioen 2018

## P
- Alex Padilla
- Sérgio Paese
- Niko Palhares
- Bruno Palli
- José Luis Di Palma
- Mike Palumbo
- Evagoras Papasavvas
- Éric Paradis
- Robbie Pecorari
- Benjamin Pedersen
- Franck Perera
- Pablo Pérez Companc
- Lee Perkinson, Jr.
- Alex Peroni
- Philipp Peter
- Gary Peterson
- Ben Petter
- Steve Petty
- Richard Philippe
- Pat Phinny
- Ryan Phinny
- Juan Piedrahita
- Josh Pierson
- Spencer Pigot - Kampioen 2015
- Nelson Piquet jr.
- Francesco Pizzi
- Martin Plowman
- Juan Manuel Polar
- Brad Pollard
- David Pook
- Kiko Porto
- Mike Potekhen
- Ted Prappas
- Andrew Prendeville
- Jason Priestley
- Jeff Purner
- Harry Puterbaugh

## Q
- Niall Quinn
- Rolando Quintanilla
- Germán Quiroga

## R
- Paul Radisich
- Graham Rahal
- Christian Rasmussen - Kampioen 2023
- Greg Ray
- Sean Rayhall
- Luiz Razia
- Lloyd Read
- Hervé Regout
- Bob Reid
- Jonny Reid
- Tony Renna
- Willy T. Ribbs
- André Ribeiro
- Jerrill Rice
- Ray Richter
- Garth Rickards
- Ethan Ringel
- Mark Ritchey
- Sting Ray Robb
- Steve Robertson - Kampioen 1994
- Mark Rodrigues
- Billy Roe
- James Roe jr.
- Mario Romancini
- Felix Rosenqvist
- Nilton Rossoni
- Marty Roth
- Myles Rowe
- Gary Rubio
- A.J. Russell
- Rich Rutherford
- Stefan Rzadzinski

## S
- Sebastian Saavedra
- Philipp Sager
- Gualter Salles
- Vinicio Salmi
- Harry Sauce
- Franco Scapini
- Joey Scarallo
- Liam Sceats
- Jaki Scheckter
- Scott Schubot
- Rusty Scott
- Trevor Seibert
- Giancarlo Serenelli
- Félix Serrallés
- Antonio Serravalle
- Oriol Servia - Kampioen 1999
- Steve Shelton
- Brent Sherman
- Nolan Siegel
- Chris Simmons
- Jeff Simmons
- Dave Simpson
- Jimmy Simpson
- Kyffin Simpson
- Stephen Simpson
- Mauricio Slaviero
- Jake Slotten
- Chris Smith
- Guy Smith
- Mark Smith
- Tommy Smith
- Moses Smith
- Mike Snow
- Todd Snyder
- Toby Sowery
- Russell Spence
- Dave Steele
- Tom Stefani
- Dean Stoneman
- Junior Strous
- Manuel Sulaimán
- Jonathan Summerton
- Yuven Sundaramoorthy
- George Sutcliffe
- Sam Swindell

## T
- Duncan Tappy
- Mark Taylor - Kampioen 2003
- Max Taylor
- Kat Teasdale
- Aaron Telitz
- Didier Theys - Kampioen 1987
- Mitch Thieman
- Jan Thoelke
- John Thompson
- Brian Till
- Jeff Tillman
- Christophe Tinseau
- Paul Tracy - Kampioen 1990
- Colin Trueman
- Bob Tullius
- Tony Turco

## U
- Al Unser III
- Robby Unser
- Jonathan Urlin
- Santiago Urrutia

## V
- Jimmy Vasser
- Tristan Vautier - Kampioen 2012
- Zach Veach
- Rinus VeeKay
- Jean Karl Vernay - Kampioen 2010
- Giancarlo Vilarinho

## W
- Brandon Wagner
- Salt Walther
- Jeff Ward
- James Weaver
- Oliver Webb
- Dan Wheldon
- Tom Wieringa
- Kenny Wilden
- Marc Williams
- Darryl Wills
- Bobby Wilson
- Desiré Wilson
- Jacob Wilson
- Rob Wilson
- Stefan Wilson
- Chris Windom
- James Winslow
- Cory Witherill
- Scott Wood
- Tom Wood

## Y
- Gustavo Yacamán
- Rodin Younessi